# Аэромен

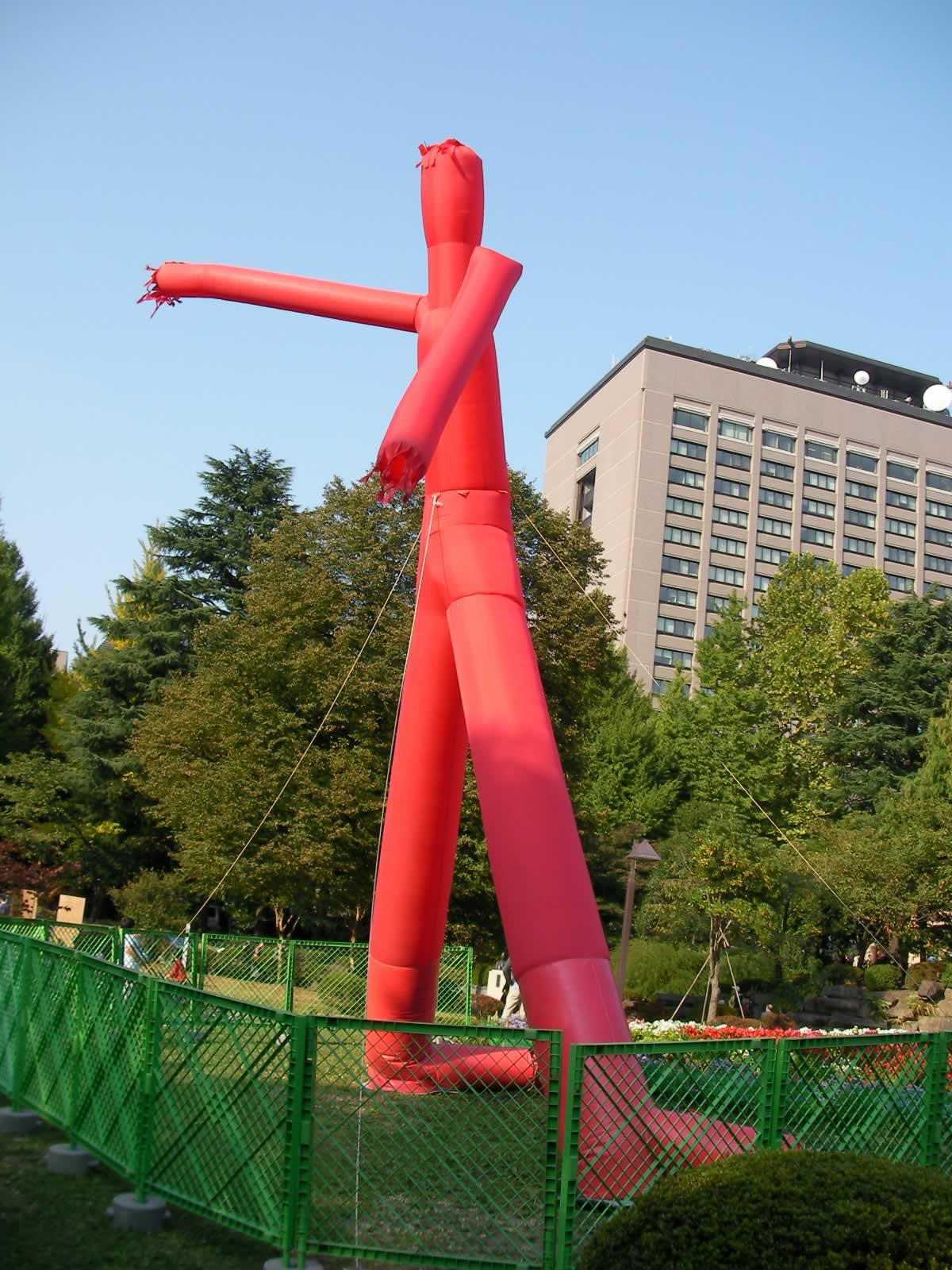
Аэромен в Сендай, Япония

Аэромен, воздушный танцор (англ. airdancer, skydancer) — двигающаяся надувная фигура в форме человека. Составлена из нескольких длинных труб из ткани, присоединенных к электрическому вентилятору. В результате движения воздуха вентилятором через трубы фигура приходит в движение, напоминающем танец или верчение. Используется для привлечения внимания людей, как правило для рекламных целей.
Запатентованный дизайн AirDancer придумал художник из Тринидада и Тобаго Питер Миншалл и команда, которая включала израильского художника Дорона Газита, для летних Олимпийских игр 1996. Первоначально Миншалл назвал свое изобретение «Tall Boy» (с англ. высокий мальчик). В конечном итоге Газит запатентовал концепцию надувного танцующего человекоподобного воздушного шара и лицензировал патент различным компаниям, которые производят и продают эти товары, в том числе компании Torero Specialty Products, LLC, которая является владельцем прав на товарный знак в Airdancer.

## Законность
Некоторые муниципалитеты США запретили использование этих фигур. В Хьюстоне было постановлено с 2010 года запретить их использование по причине того, что продукт «создает в городе визуальный беспорядок и вред, негативно сказывается на эстетической среде, безопасности и качестве жизни общества и граждан города».